# Tobie Mimboe
Tobie Bayard Mimboe est un footballeur international camerounais, probablement né le 30 juin 1964 à Yaoundé. Il jouait au poste de défenseur et compte 35 sélections avec l'équipe du Cameroun.

## Carrière
Il commence sa carrière au Cameroun, à l'Olympique Mvolyé. Il joue ensuite dans les championnats du Paraguay, de Turquie, de Bolivie, d'Argentine et de Chine.
De 1994 à 1998, il est sélectionné 35 fois en équipe nationale. Il participe aux coupes d'Afrique 1996 (élimination au premier tour) et 1998 (quart de finale).

## Date de naissance
Au cours de sa carrière, Tobie Mimboe déclare plusieurs dates de naissance différentes. Lors de la CAN 1996 et de sa carrière en Amérique du Sud, il annonce ainsi être né en 1964. Lors de sa signature dans le club turc de Gençlerbirliği Spor Kulübü, il déclare être né dix ans plus tard, le 30 juin 1974. Enfin, à la CAN 1998, il donne la date du 30 juin 1970.